# Оранжевохвостый снэппер
Оранжевохвостый снэппер (лат. Pristipomoides flavipinnis) — вид лучепёрых рыб семейства луциановых (Lutjanidae). Распространены в Индо-Тихоокеанской области. Максимальная длина тела 50 см.

## Описание
Тело удлинённое, несколько сжато с боков, относительно низкое; высота тела на уровне начала спинного плавника укладывается 3,2—3,7 раз в стандартную длину тела. Верхний профиль рыла и затылка немного выпуклый. Рыло короткое (меньше диаметра глаза) и тупое. Рот конечный. Нижняя челюсть немного выступает вперёд. Окончание верхней челюсти доходит до вертикали, проходящей через начало глаза. На обеих челюстях зубы в передней части увеличенные, конической формы; а внутренние зубы ворсинчатые. В передней части верхней челюсти несколько клыковидных зубов. Есть зубы на сошнике и нёбе. На сошнике зубы расположены в виде пятна треугольной формы. Язык без зубов. Межглазничное пространство плоское. На первой жаберной дуге 22—27 жаберных тычинок, из них на верхней части 6—9, а на нижней 15—18. Один спинной плавник с 10 жёсткими и 12 мягкими лучами. В анальном плавнике 3 жёстких и 8 мягких лучей. Жёсткая и мягкая части плавника не разделены выемкой. Последний мягкий луч спинного и анального плавников удлинённый, заметно длиннее остальных лучей. На верхней челюсти, мембранах спинного и анального плавников нет чешуи. Есть чешуя на жаберной крышке. Грудные плавники длинные с 16 мягкими лучами, их окончания доходят до анального отверстия. Хвостовой плавник серпообразный. В боковой линии от 59 до 62 чешуек. Ряды чешуи на спине идут параллельно боковой линии.
Спина и верхняя половина тела бледно-лавандового или розоватого цвета; нижняя сторона тела и брюхо серебристые. На верхней части головы разбросаны тёмные точки. Край спинного плавника жёлтый.
Максимальная длина тела 50 см, обычно до 35 см.

## Биология
Морские придонные рыбы. Обитают над скалистыми грунтами на глубине от 90 до 360 м; наиболее многочисленны на глубинах от 180 до 270 м. Питаются придонными рыбами и, в меньшей степени ракообразными, кальмарами и пелагическими оболочниками. 
Впервые созревают при длине тела от 28,8 до 34,1 см в возрасте 2—3 года. У побережья Новых Гебрид нерестятся круглогодично с пиком в декабре — феврале. Максимальная продолжительность жизни по данным разных авторов варьируется от 8 до 16 лет.

## Ареал
Распространены в Индо-Тихоокеанской области от Таити до Австралии на юге и островов Рюкю на севере и на запад до юго-восточной Азии.

## Взаимодействие с человеком
В некоторых регионах является промысловой рыбой. Ловят ручными и донными ярусами. Реализуются в свежем виде. Международный союз охраны природы присвоил этому виду охранный статус «Вызывающий наименьшие опасения».